# Лајт Јагами
Лајт Јагами (јап. 夜神月, енгл. Light Yagami) је фиктивни лик и главни антихерој манге „Бележница смрти”, креатора Цугумија Обе и Такешија Обате. Он је приказан као академски успешан тинејџер и геније коме је досадно и који проналази Бележницу смрти, свеску са натприродним моћима коју је испустио шинигами Рјук, која омогућава ономе ко је користи да убије било кога коме зна име и коме је видео лице. Покушавајући да претвори свет у утопију, Лајт користи ову свеску да убија криминалце као осветник Кира (јап. キラ).
У анимеу, глас му даје Мамору Мијано у јапанској верзији, а Бред Свејл у енглеској верзији. У серијалу играних филмова, Лајта глуми Тацуја Фуџивара, коме Свејл даје глас у синхронизованим верзијама истих филмова. У мјузиклу га глуме Кенџи Урај и Хајато Какизава, док га у јапанској играној драми глуми Масатака Кубота. У америчкој верзији филма ову улогу игра Нет Вулф.

## Стварање и концепт
Цугуми Оба, писац „Бележнице смрти”, је рекао да му је уредник предложио презиме „Јагами” за Лајта. Оба је рекао да се није превише бринуо о значењу презимена (презиме „Јагами” се пише помоћу два канџија - канџи за „ноћ” и канџи за „Бог”); изјавио је да му се допало тек након што је креирао последњу сцену у манги јер је са том сценом презиме добило „дубље значење”. Сцена приказује Кирине следбенике како обожавају свог новог бога у ноћи испод месечине - Лајтово име се пише помоћу канџија за „месец”.
Такеши Обата, уметник који је илустровао „Бележницу смрти”, рекао је да је веома лако дизајнирао Лајта онако како му је лик описан; тај „бриљантни студент који је помало ексцентричан” је „педантан и детаљан”. Како се недељна серијализација настављала, Обата је поједноставио свој дизајн подсвесно уклањајући „непотребне” црте и осећао је да „постаје све бољи” у цртању Лајта. Када се појавило 35. поглавље манге, уредник је обавестио Обату да Лајт губи своја сећања, те је он морао да нацрта Лајта на сличан начин како је то урадио у првом поглављу. Обата говори да се осећао као да је „морао да заборави све што је до тада научио”. Обата је рекао да се веома потрудио дизајнирајући Лајтов стил облачења. Према Обатиним речима, суочио се са потешкоћама покушавајући да смисли стил облачења једног генија, тако да је истраживао модне часописе. Обата је замислио Лајта као „паметног и уштогљеног” лика који носи формалну одећу. Већина Лајтове одеће у „Књизи смрти” је уска и Обата је избегавао да му нацрта фармерице. 
Када је дизајнирао насловницу у боји, Обата је доделио боје ликовима тачно онако како би се „створила права атмосфера”. Доделио је „чисту” боју односно „недостатак боје” Лајту. 

### Филмови
Шусуке Канеко, режисер, намеравао је да представи Лајта као саосећајног лика на почетку филма. Када је Лајт нашао Бележницу смрти, Канеко се потрудио да веома пажљиво прикаже Лајтову реакцију, то јест да Лајт реагује „онако како бисмо сви ми реаговали”. Канеко је променио Лајтову реакцију првог сусрета са Бележницом смрти јер је осећао као да би публици било тешко да се суосећа са Лајтом кад би сцена остала као што је била у манги. Канеко је додао да је створио Лајта на начин који приказује како он временом „постаје све више и више окрутан” како би публика стекла утисак „да би и они могли да чине исте те ствари које он чини” чак и уколико се не саосећају са њим. 
Тацуја Фуџивара, глумац који глуми Лајта, изјавио је да му је било веома тешко да изнесе Лајтовог лика у филмовима због „недостатка акције” и зато што Лајт нема никакве карактеристичне покрете тела већ све емоције изражава на свом лицу. Фуџивара је додао да је имао потешкоће да пренесе Лајтову „невероватну интелигенцију” и да уколико не би одрадио свој посао како треба, Лајтов лик би испао „веома празан и плитак”. Фуџивара је објаснио да је желео да Лајт плаче у одређеним сценама чак иако му је Канеко рекао да „Лајт не плаче”. Веровао је да ће тако Лајт испасти „искренији”. Канеко је искористио тај предлог. 
Канеко је дизајнирао Лајтову собу тако да представља његову личност - чиста, уредна и пуна правних, криминалистичких, страних и академских књига. Оригинална верзија Лајтове собе садржала је и радио, међутим Канеко га је заменио усисивачем како би представио Лајта као „чистунца”. 
Кеничи Мацујама, глумац који глуми Ела, рекао је да су се Фуџивара и он „толико унели у своје улоге” да нису међусобно причали на снимању; тек када се снимање завршило отишли су на пиће.  Мацујама је додао да су Ел и Лајт „екстремно” слични и да обојица имају „снажан осећај за правду”. 

## Појављивање

### У „Књизи смрти”
Лајт Јагами рођен је 28. фебруара 1986. године.  Приказан је као атрактивни натпросечно интелигентни тинејџер и узоран студент са учтивом, повученом и галантном личношћу, који је популаран међу својим вршњацима и професорима и познат по томе што је најбољи ученик. На почетку приче, Лајт је ученик на последњој години средње школе; касније уписује То-Ох факултет (јап. 東応大学). Његов отац, Сојчиро Јагами, је начелник Националне Полицијске Службе Јапана и надређени оперативној јединици која хвата криминалца Киру, име које је јавност доделила извршиоцу необјашњивих злочина широм света. Лајтова Мајка Сачико је домаћица. Његова млађа сестра Сају понаша се као весела девојка мање заинтересована за студије у односу на свог брата.
Лајт се на почетку престрављује моћима које има Бележница смрти након што их из радозналости тестира на два криминалца, али временом убеђује себе да је смрт криминалаца оправдана. Лајт ускоро постаје вођен личном жељом да ослободи свет од криминала користећи Бележницу смрти. Иако је све започео из добрих намера, он се временом затиче у ситуацијама у којима убија спроводиоце закона, па и невине цивиле, како би избегао да буде ухваћен. Његова етика је утилитаристичка, што значи да оправдава и најекстремнија дела ако служе његовом циљу. Он је такође вођен потребом за победом која је мотив за неке од његових најокрутнијих дела. У комбинацији са Бележницом смрти, његова охолост и интелигенција генија убеђују га да само он може да спаси свет.
Како време пролази, мала група јапанских полицајаца на задатку, укључујући Лајтовог оца, под вођством ексцентричног генија, детектива Ела, све више и више се приближава открићу Лајта. Иако Ел сумња да је Лајт Кира, допушта му да ради на случају са полицијом. Тако почиње игра мачке и миша између њих двојице, док Лајт покушава да сазна Елово право име како би га убио, Ел покушава да наведе Лајта да призна своје злочине како би могао да га ухапси. Пошто су дела Мисе Амане, страственог обожаваоца Кире и особе која такође поседује своју Бележницу смрти, скоро указала на то да је Лајт кривац, он бива присиљен да одбаци власништво над својом Бележницом смрти те након тога губи сва сећања о томе да ју је икада користио. Након што је изгубио сећања Лајт постаје све оно што је био на почетку: брижна, емпатична особа која није вољна да манипулише другима и не оправдава убиство. Када поново постане власник Бележнице смрти и сећања му се врате, он манипулише Мисиним шинигамијем Рем да убије Ела. Лајт затим преузима улогу детектива Ела и наставља трагање за Киром са полицијом, док уз помоћ Мисе наставља са убиствима.
Након нешто више од четири године касније, Лајт задобија подршку већине света, постижући да његови следбеници обожавају Киру као право божанство. Међутим, у то време двојица Елових штићеника, Мело и Нир, започињу своју истрагу о Кири. Нир предводи СПК (Специјалну Провизију Против Кире), амерички истраживачки тим кога чине агенти Централне обавештајне агенције и Еф-Би-Ај-а док се Мело удружује са мафијом. Иако Мело умире радећи одвојено од Нира, његова дела наводе Теруа Микамија, човека кога је Лајт одабрао да убија криминалце користећи другу Бележницу смрти, да почини грешку која доводи до Лајтовог хапшења од стране Нира, СПК-а и јапанске полиције. Видевши да је Лајт коначно изгубио битку, Рјук уписује његово име у своју Бележницу смрти и тиме га убија, баш како га је упозорио да ће учинити када су се њих двојица први пут срели. 

### У филму

#### Јапански серијал филмова
У јапанском серијалу филмова, Лајта Јагамија игра Тацуја Фуџивара, познат по својој улози Шује Нанахаре у филму „Батл Ројал”. У филмовима је приказан као карактеристичан, популаран и интелектуално надарен студент, који је веома изнервиран и исфрустриран немогућношћу правног система да угуши необуздан раст криминалних активности широм света, што постаје његов мотив да користи Бележницу смрти како би створио утопијско друштво без злочина, под алиасом осветника налик богу, познатијем као Кира, попут његове улоге у манги. Међутим лик је у мањој мери промењен и модификован. На почетку филма, Лајт је бруцош на правном факултету, уместо да буде на последњој години средње школе како је то приказано на почетку манге и анимеа. Лајтови мотиви су такође измењени у овој верзији, он користи Бележницу смрти пре свега ради своје фрустрације због неуспеха јапанског правног система. Лајт, пре него што пронађе Бележницу смрти, хакује базу података Националне Полицијске Службе Јапана и открива да влада не успева да оптужи многе криминалце, што због недостатка доказа, што због техничких рупа у закону, поред других разлога. Такође, Лајт проналази Бележницу смрти у уличици једне кишне ноћи, након сусрета са ослобођеним преступником Такуом Шибуимаруом у једном ноћном клубу. Још једна од разлика јесте то што се Лајт упознаје са Рјуком одмах након што убије Шибуимаруа помоћу Бележнице смрти. На крају првог филма, Лајт убија своју девојку Шиори Акино и намешта све тако да њена смрт изгледа као убиство и то користи као разлог за мржњу према Кири, како би се прикључио истраживачком тиму након што задобије њихово саосећање.
Лајт препушта власништво над Бележницом смрти Кијоми Такади. Након што је Такада ухваћена, Лајт је убија како би повратио Бележницу смрти, међутим, Бележница  сада припада истраживачком тиму. Ел изјављује да ће тестирати „правило 13 дана”, лажно правило Бележнице смрти осмишљено да би доказало Лајтову и Мисину невиност. Рем, схвативши да ће Елове акције открити да је Миса „други Кира”, уписује Елово име заједно са именом његовог помоћника Ватарија у своју Бележницу смрти. Лајт затим уписује име свога оца у Бележницу, манипулишући тако својим оцем да му врати заплењену Бележницу смрти. Лајт се суочава са својим оцем, међутим Сојчиро не умире. Појављују се чланови истраживачког тима, укључујући и Ела. Пошто је већ уписао сопствено име у Бележницу, тако поништавајући Ремино дело, Ел саопштава Лајту да је писао у лажну Бележницу смрти. Лајт затим покушава да пише у скривени делић праве Бележнице, међутим упуца га Мацуда, члан истраживачког тима. Лајт говори Рјуку да упише имена чланова тима, обећавајући да ће му показати још много занимљивих ствари, затим почиње да се смеје. Престаје када му Рјук покаже да је уписао само једно име, Лајтово. Лајт покушава да га заустави, али пролази директно кроз њега. Док Лајт подлеже ефекту Бележнице смрти, Рјук користи прилику да му открије да је људима који су користили Бележницу смрти забрањен улазак и у Рај и у Пакао, те ће вечност провести у ништавилу. Лајт умире на рукама свога оца, молећи га да му верује како је он делао као Кира да би успоставио правду, чему га је Сојчиро учио још од детињства.
Неколико година након Лајтове смрти, откривено је у другом делу филма, „Бележница смрти: Осветли нови свет”, да је Лајт тајно одгајао свог сина, Хикарија Јагамија, како би наследио Бележницу смрти и наставио тамо где је Кира стао. Након што је Хикари постао пунолетан, његов старатељ Теру Миками га убија како би преузео контролу над Бележницом смрти. Микамија потом убија полицајац Цукуру Мишима, који одлучује да користи Бележницу како би наставио Лајтову замисао да ослободи свет од криминала. Током филма, Мишима је ухапшен и он се добровољно предаје, остављајући Бележницу властима и тако уништавајући Кирино наслеђе.

#### Америчка верзија филма
У америчком филму, глумац Нет Вулф игра улогу Лајта Тарнера, ученика средње школе из Сијетла. Представљен је као интелигентни, али тихи и интровертни тинејџер, који наилази на мистериозну Бележницу смрти и временом одлучује да користи њене натприродне моћи да врши масакре широм света, како би од света направио утопијско дрштво без криминала, под алиасом божанског бића Кире, док га гоне представници елитне полицијске јединице из Сијетла, предвођене мистериозним интернационалним детективом познатијим под именом Ел и Лајтовим оцем Џејмсом Тарнером, ветеранским полицијским детективом из Сијетла.  
Маргарет Куоли игра Миу Сатон (лик базиран на социопатским особинама Лајта Јагамија ), Лајтову девојку која му помаже у његовим делима које извршава као Кира. У овој адаптацији Лајт се веома разликује од свог лика у манги, недостају му многе социопатске, злобне и немилосрдне особине које поседује оригинални лик. Ова верзија Лајта је наивнија, суосећајнија и идеализована, нема сестру и изгубио је мајку у саобраћајној несрећи што му је делимично служило као инспирација да дела као Кира. Он има близак мада помало напет однос са својим оцем и док га вршњаци и професори сматрају изузетно надареним учеником, није популаран и сматран је изопштеним из друштва, те није имао пријатеље. За разлику од његовог лика у манги, мање је харизматичан и самопоуздан, али је моралнији и показује невољност да убије недужне људе и полицајце који га гоне. Како се филм ближио крају, показивао је тамнију, неморалнију, препреденију и педантнију страну своје личности. Такође, уместо да Лајт случајно пронађе Бележницу смрти, Рјук ју је наменски дао Лајту, како би се забавио и видео како ће просечни средњошколац искористити њене моћи налик божанским моћима.
Након што га је Рјук намамио да убије насилника, Лајт убија криминалца који је у несрећи убио његову мајку. Заједно са Миом Сатон, његовом другарицом из разреда и симпатијом, Лајт започиње своју мисију ослобађања света од криминала, попут његовог лика из манге. Међутим долази до несугласица између пара о томе како се супротставити полицији која их јури, укључујући Ела и Лајтовог оца Џејмса. Након што Миа убије Ватарија, Еловог помоћника, она планира да украде Бележницу смрти Лајту, али је Лајт надмудрује и убија, те кује план да помоћу Бележнице изманипулише одређени број криминалаца да наставе његове активности као Кира, пре него што сви они почине самоубиство, док он сам себи изазива кому на месец дана, што полицији потврђује његову невиност. На крају филма, Џејмс показује Лајту доказ из којег се види да је Лајт убио онога ко му је убио мајку и Лајт признаје да је он Кира те открива начин на који је успео да их превари да је невин. У међувремену, Ел, посрамљен од стране својих надређених због тога што није успео да докаже да је Лајт кривац и тражећи освету за Ватаријеву смрт, разматра да убије Лајта са скривеним делићем папира из Бележнице смрти који проналази у Мијиној соби. Филм се завршава са Рјуком који се смеје Лајту прикованом за кревет и коментарише „како су људска бића јако занимљива”.

### У другим медијима
У играној драми из 2015. године, Лајтову улогу игра Масатака Кубота.  Слично као у Нетфликсовој адаптацији, Лајт је приказан као мање харизматичан, несигуран и на почетку оклева да убије полицајце. Његов однос са оцем Сојчиром је напет због смрти његове мајке која се догодила пре почетка радње серије. Међутим, у другом делу серије он све више показује немилосрдност, интелигенцију и охолост попут лика из манге.
Као и у Нетфликсовој адаптацији, Лајт не проналази Бележницу смрти случајно већ му је даје Рјук као одговор на његов сусрет са насилником. Након што поново искористи Бележницу како би спасио свога оца који је био држан за таоца, Лајт наставља да је користи као Кира да убија криминалце. Као одговор на убиства која се дешавају, детектив Ел предводи полицијску истрагу против Кире, заједно са Лајтовим оцем Сојчиром. Како се крај серије приближавао, Ел и Сојчиро схватају Лајтову обману и сваки покушава да га наговори да се преда. Када Лајт одбије да попусти, намамљен је да призна све након што Ел и Сојчиро жртвују своје животе. Информације које су сакупљене жртвом Ела и Сојчира откривене су полицијској јединици, која опкољава Лајта у складишту у операцији коју је предводио Елов наследник Нир. У очајничком покушају да му помогне да избегне хапшење, Лајтов саучесник Теру Миками подмеће пожар у складишту, међутим Лајт је остао заробљен у ватри те изгара до смрти.
У мјузиклу, Лајта играју Кенџи Урај и Хајато Какизава у јапанској продукцији, а Хонг Кванг-хо и Хан Џи-санг у корејској продукцији. 
Лајт се такође појављује заједно са Рјуком као споредни карактер у видео игрици „Jump Force”, где његовог лика представља Мамору Мијано. Лајт се удружује са херојима игрице док не дође до Умбра Кјуба, предмета који користе антагонисти из игрице, помоћу којег би повратио моћи Бележнице смрти које је изгубио. 

## Пријем

### Анализа лика
Оба је описао Лајта као жртву Бележнице смрти, пошто је Лајтов живот био уништен једном када се сусрео са њом. Према Оби, када се први пут сусрео са Бележницом смрти Лајт је био „младић који је могао да разуме туђи бол”. Оба је такође рекао да се Рјук никада није заинтересовао за свет људи, Лајт би постао „један од најбољих полицајаца на свету” који би са Елом хватао криминалце.  Додао је да он верује да дебата о томе да ли су Лајтова дела добра или лоша „није од велике важности”. Оба је рекао да он лично види Лајта као „врашког” лика.  Обата је рекао да му је Лајт други омиљени лик и да није сигуран да је то зато што му се Лајтов карактер свиђа или зато што је успео да нацрта „тако ђаволског лика” у магазину за децу. 
Судећи по Оби, Лајт види Мису Амане, коју је искористио као саучесника, као „лошу особу” тако да се понаша емотивно хладно према њој те манипулише њом, иако се претвара да је воли и чак говори да ће се оженити њоме. Једино што га је зауставило да је убије била је шинигами Рем, која је запретила да ће га убити ако Миса умре прерано или ако он покуша да јој одузме живот, иако је свесна да би то довело до њене сопствене смрти. 
Иако је Лајт првобитно имао добре намере, био је „веома уображен” са „извитопереним жељама да постане нешто налик Богу”, волео је своју породицу и намеравао је да промени свет у „боље место”.  Оба такође изјављује да се Лајт „бескомпромисно” остварујући своје идеале „укаљао” користећи Бележницу смрти и да су његова дела „можда резултат чистоте у њему” која је ту била пре него што се домогао Бележнице смрти. 
Ова чистота се приказује у Лајтовој промени личности након што се он привремено одриче власништва над Бележницом смрти како би скинуо сумњу са себе. Губећи своја сећања која је имао као Кира, заједно са губитком власништва над Бележницом смрти, Лајт показује саосећање, велику невољност да манипулише другима и да убије другога. Једном када му се сећања поврате, ипак се враћа својој немилосрдној страни личности званој Кира и остаје то до своје смрти. Упркос томе, Оба изјављује да Лајт никада није изгубио љубав према својој породици пошто их је видео као праведне људе. 
Даглас Волк са веб-сајта Салон описује Лајта као „хладнокрвно манипулативног”, „егоманијакалног” и „серијског убицу који не показује знаке кајања, касапина огромних размера” који није „Фреди Кругер, монструм који представља чисто зло, нити Патрик Бејтман, симбол злобе његовог доба”. Волк описује Лајта као „мање више доброг лика” који искрено верује да држи висока морална начела.  Када су га питали на кога он себе највише подсећа од ликова, Оба је рекао на Нира и „можда Лајта, зато што сам био добар ученик”, наводи Оба. 
Тревис Фикет са веб-сајта Ај-Џи-Ен описује Лајта као социопату.  Том С. Пепиријум са Ај-Џи-Ен-a описује Лајта као „бриљантног, али поремећеног”.  Волк описује Лајтов идеални свет као „тоталитаристичко место којим владају пропагандски телевизијски канал и непредвидиви тајни џелат”. Волк говори да Оба понекад сугерише да је Лајтов свет „на неки начин бољи и сретнији од нашег”.  Јолион Барака Томас описује Лајтов поглед на правду као „нечист” - „Његов уображени покушај да спаси друштво од самог себе је у исто време арогантан и окрутан”. Тошики Иное, организатор анимеа „Бележница смрти”, описује Лајта као „дете коме се десило да му се жеља оствари”. 

### Критике
Томас С. Пепиријум са Ај-Џи-Ен-a је рекао да се осећао изненађено када је видео да су неки гледаоци, док су гледали аниме, желели да Лајт буде победник ове приче; Пепиријум додаје да је његова жена рекла да је она „некако навијала за Лајта”. Пепиријум пореди жељу да Лајт победи са „навијањем за Кевина Спејсија на крају филма „Седам””.  Пепиријум додаје да је Бред Свејл, човек који даје глас Лајту у енглеској верзији, одлично успео да одради „тежак задатак” постижући да Лајт буде истовремено „допадљив и немио”.  Џејсон Шарпантје из новина „The Anchor” изјављује да Лајтове особине и његова улога главног лика формирају део онога што чини „Бележницу смрти” занимљивом.  Лајт је такође био 18. на листи Ај-Џи-Ен-ових најбољих аниме ликова свих времена 2009. године, где је писац чланка Крис Мекензи похвалио то што је Лајт „очаравајућ”.  Године 2014. нашао се на 7. месту на Ај-Џи-Ен-овој листи најбољих аниме ликова свих времена, са цитатом који изјављује да је „Лајт Јагами сила која је вукла читаву „Бележницу смрти” и учинила је феноменом”.  Он се често наводи као антихерој и понекад као протагониста зликовац. 
Тецуро Араки, режисер анимеа, рекао је да је осетио нагон да подржи и навија за Лајта. Араки је додао да би га Лајт искористио и убио кад би он био један од Лајтових пријатеља, али је и даље веровао да је Лајт „толико занимљив” и да би због тога осетио привлачност према њему. 
Полин Вонг са сајта OtakuZone изнела је своја мишљења о филмској адаптацији Лајта Јагамија у „The Star”, малежанским новинама. У чланку, Вонг говори да је веома леп младић Фуџивара изнео улогу Лајта „са самопоуздањем и готово саврешно, све до најмањег злобног осмеха”. Кити Сенсеј, цитирана у истом малежанском чланку, рекла је да је Лајтов лик у филму веома доследан лику из манге”. 
Тацуја Фуџивара, глумац који глуми Лајта у филмовима, рекао је да је могао да разуме Лајтове намере да створи нови свет чак иако је убиство веома лоше дело.  Мацујама описује Ела и Лајта као ликове који имају „тако јединствене особине да их је немогуће разумети”.  Ерика Тода, глумица која је играла улогу Мисе Амане у филмовима, описала је Лајтова и Мисина дела као криминалне поступке. 